# 弗吉尼亚州国会选区

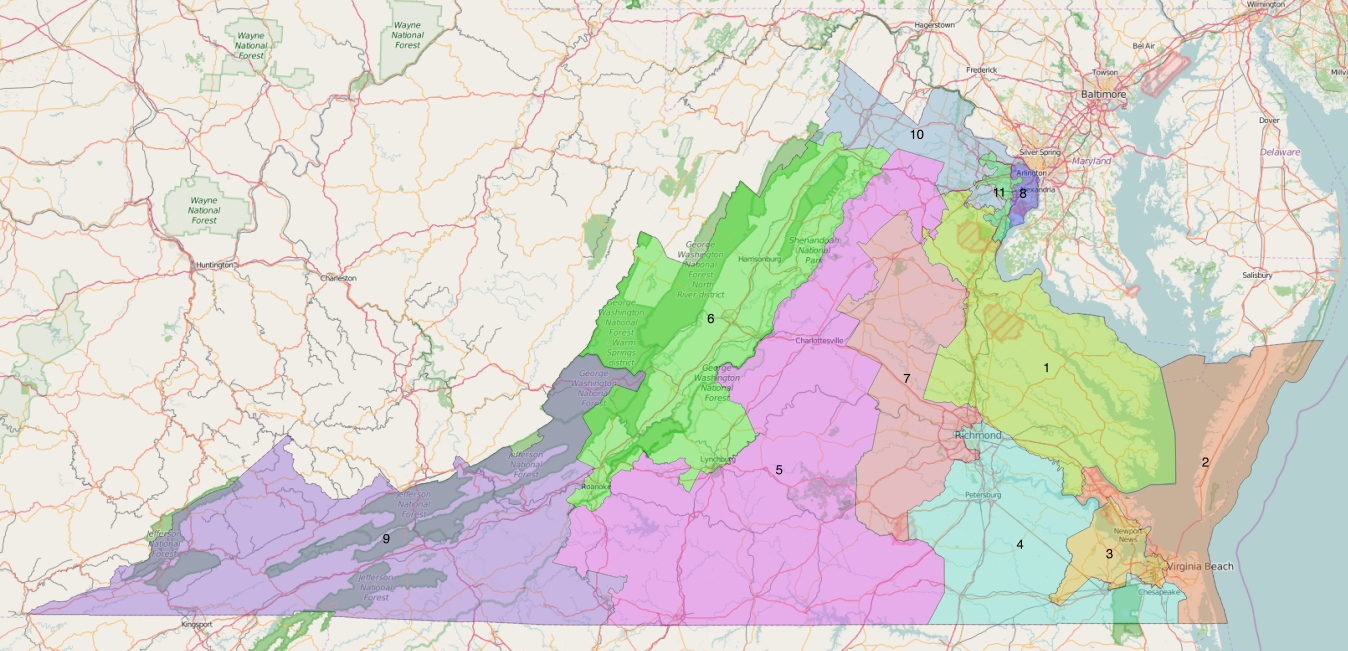
弗吉尼亚州的国会选区

弗吉尼亚州目前划分为11个国会选区，每个选区由一名美国众议院议员代表。这些选区最近一次被重新划分是在2016年根据法院命令。

## 现存选区及代表
下表列出弗吉尼亚州国会众议院代表团成员的名单，他们的任期，他们的选区边界，以及根据库克党派投票指数对选区的政治评级。截至2018年，该代表团共有11名成员，其中7名民主党人，4名共和党人。弗吉尼亚州的第三和第四区已经被美国地区法院的命令重新划分，并在上诉时由最高法院维持。这些地区目前的边界见上图。
| 选区 | 代表                             | 党派   | 库克党派投票指数 | 任期               | 选区地图 |
| ---- | -------------------------------- | ------ | ---------------- | ------------------ | -------- |
| 第1  | 罗伯·维特曼 （R-蒙特罗斯）       | 共和党 | R+8              | 2007年12月11日至今 |          |
| 第2  | 伊莱恩·卢里亚 （D-诺福克）       | 民主党 | R+3              | 2019年1月3日至今   |          |
| 第3  | 鲍比·斯科特 （D-纽波特纽斯）     | 民主党 | D+16             | 1993年1月3日至今   |          |
| 第4  | 唐纳德·麦卡钦 （D-里士满）       | 民主党 | D+10             | 2017年1月3日至今   |          |
| 第5  | 鲍勃·古德 （R-埃文顿）           | 共和党 | R+6              | 2021年1月3日至今   |          |
| 第6  | 本·克莱恩 （R-芬卡斯尔）         | 共和党 | R+13             | 2019年1月3日至今   |          |
| 第7  | 阿比盖尔·斯潘伯格 （R-格伦艾伦） | 民主党 | R+6              | 2019年1月3日至今   |          |
| 第8  | 堂·拜尔 （D-亚历山德里亚）       | 民主党 | D+21             | 2015年1月3日至今   |          |
| 第9  | 摩甘·格里菲斯 （R-塞勒姆）       | 共和党 | R+19             | 2011年1月3日至今   |          |
| 第10 | 珍妮弗·韦克斯顿 （D-利斯堡）     | 民主党 | D+1              | 2019年1月3日至今   |          |
| 第11 | 格里·康诺利 （D-曼图亚）         | 民主党 | D+15             | 2009年1月3日至今   |          |

## 历史背景

### 分配
各州之间的众议院席位分配在每次人口普查后确定。弗吉尼亚州获得的席位数目如下：
| 1789 | 1790 | 1800 |
| ---- | ---- | ---- |
| 10   | 19   | 22   |

| 1810 | 1820 | 1830 | 1840 | 1850 | 1860 | 1870 | 1880 | 1890 | 1900 |
| ---- | ---- | ---- | ---- | ---- | ---- | ---- | ---- | ---- | ---- |
| 23   | 22   | 21   | 15   | 13   | 11   | 9    | 10   | 10   | 10   |

| 1910 | 1920 | 1930 | 1940 | 1950 | 1960 | 1970 | 1980 | 1990 | 2000 |
| ---- | ---- | ---- | ---- | ---- | ---- | ---- | ---- | ---- | ---- |
| 10   | 10   | 9    | 9    | 10   | 10   | 10   | 10   | 11   | 11   |

| 2010 |
| ---- |
| 11   |

### 1973年 - 2017年选区边界
在20世纪60年代重划选区之后，美国最高法院裁定国会和州立法机构的选区必须满足一人一票的平等代表权标准之后，弗吉尼亚州国会选区的边界地图按时间顺序排列。
州立法机关长期拖延重新划分选区，导致农村地区的影响力过大，而城市地区的代表性不足。所有发生在1973年到2013年间的弗吉尼亚州选区重划事件都被展示出来。直到2017年被下令重劃後才有改善。
| 年份      | 全州地图 | 诺福克地区 |
| --------- | -------- | ---------- |
| 1973–1982 |          |            |
| 1983–1992 |          |            |
| 1993–1994 |          |            |
| 1995–1998 |          |            |
| 1999–2002 |          |            |
| 2003–2013 |          |            |
| 2013–2017 |          |            |

## 杰利蝾螈
弗吉尼亚是美国選區劃分最不公正的州之一，无论是在国会层面还是在州层面，因为它的选区缺乏紧凑和相邻。
根据一项分析，2016年之前，弗吉尼亚州的国会选区在全国最差的选区中排名第五，因为县和市被分割成多个区域，从而形成了党派色彩浓厚的选区。
直到2017年被下令重劃後才有改善。